# 1826 en Grèce ottomane
Chronologie de la Grèce ottomane
- 1822
- 1823
- 1824
- 1825
- 1826
- 1827
- 1828
- 1829
- 1830

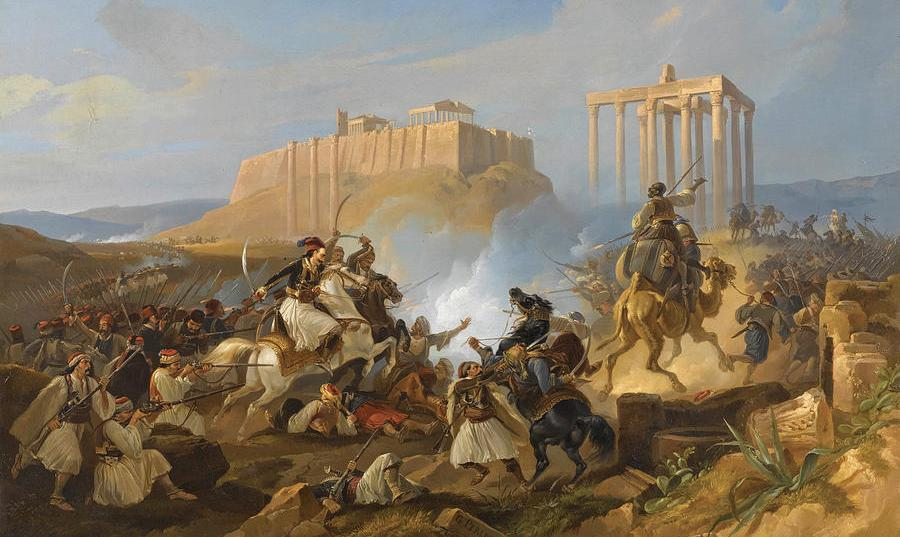
Le Siège de l'Acropole (tableau de Georg Perlberg).

Cette page concerne les évènements survenus en 1826 en Grèce ottomane  :

## Événement
- Guerre d'indépendance grecque (1821-1829).
  - Troisième siège de Missolonghi
  - 21 juin-28 août : Invasion ottomano-égyptienne du Magne
  - août-24 mai 1827 : Siège de l'Acropole (1826-1827)
  - 18-24 novembre : Bataille d'Arachova
- avril 1826-avril 1827 : Troisième Assemblée nationale grecque

## Création
- Commission exécutive grecque de 1826

## Naissance
- Adamándios Diamantópoulos (el), médecin et écrivain.
- Ioánnis Dimitríou (el), archéologue.
- Gerásimos Markorás, écrivain et poète.
- Mohammad Charif Pacha, homme d’État.
- Spyrídon Rómas (el), personnalité politique.
- Nikólaos Xydiás Typáldos (el), peintre.

## Décès
- Yánnis Goúras, protagoniste de la guerre d'indépendance.
- Anagnóstis Spiliotákis, combattant et personnalité politique.